# Jan de Haan (musicus)
Jan de Haan (Warns, 29 juli 1951) is een hedendaags Nederlands componist, dirigent, trombonist en muziekuitgever.

## Levensloop
De Haan kreeg zijn eerste inspiratie van zijn vader, die een groot liefhebber van de blaasmuziek was. Al op jonge leeftijd voelde Jan de Haan zich aangetrokken tot het dirigeren. Op zeventienjarige leeftijd was hij al dirigent van verschillende blaasorkesten. Van 1969 tot 1973 studeerde Jan de Haan muziekpedagogie, trombone en piano aan de Muziekpedagogische Academie te Leeuwarden en in 1976 behaalde hij bij Henk van Lijnschooten aan het Conservatorium van Utrecht zijn einddiploma directie. Tot 1994 was Jan de Haan vaste dirigent van verschillende orkesten waaronder de bekende band Soli Brass. Hiernaast werkte hij als gastdirigent met zowel professionele als amateur orkesten en ensembles samen.  Hierdoor bereisde Jan de Haan bijna alle West-Europese landen, de VS, Iran en Japan. Bekende orkesten als Tokyo Kosei Wind Orchestra, Desford Colliery Band, Brickhouse & Rastrick brass band, alle vier de Nederlandse militaire harmonieorkesten, het Frysk orkest, het Radio Blazersensemble, het Nationaal Jeugd fanfareorkest en vele andere stonden onder zijn leiding. Van 1978 tot 1989 was Jan de Haan tevens componist, arrangeur, producer en programmamaker bij de Nederlandse radio en televisie en produceerde hij in de loop der jaren onder andere circa 140 televisieprogramma’s. Ook was hij enige jaren docent directie aan de Muziek Pedagogische Academie te Leeuwarden. Naast zijn activiteiten als gastdirigent, componist en internationaal jurylid was Jan de Haan werkzaam bij De Haske Publications. Hij richtte deze muziekuitgeverij op in 1983 om 25 jaar later, in 2008 zijn aandelen in het bedrijf te verkopen om zich weer helemaal te kunnen wijden aan het componeren, arrangeren en dirigeren.

## Onderscheidingen
- 1994: Hoogste onderscheiding (gouden speld met ingelegde smaragd) van de Nederlandse Federatie van Christelijke Muziekbonden.
- 2006: De cultuurprijs "De Gratama" van de gemeente Smallingerland (Fr.)
- 2012: Buma Brass Award

## Composities

### Werken voor harmonieorkest
- 1972: Apollo March
- 1978: Chorale Varié
- 1979: Meditation
- 1981: Christmas Fantasy (met koor SATB ad lib.)
- 1981: Fryske Variaties
- 1983: Five Intradas
- 1983: Partita over een thema van Johann Christian Bach
- 1983: Prelude for Passiontide
- 1984: Canticum
- 1985: Pastorale
- 1985: Psaltrada
- 1985: Suite over Valeriusliederen
- 1986: A Christmas Suite
- 1990: Song of Freedom
- 1992: Danses de Fantaisie
- 1993: A Discovery Fantasy
  1. Introduction
  2. Bolero
  3. Rondeau
  4. Intermezzo
  5. Finale
- 1993: Inspiration
- 1993: Intermezzo
- 1995: Banja Luka
- 1995: Overture to new Age
- 1996: A Sunrise Impression
- 1996: Spanish Tritych
  1. Peñon de Ifach
  2. San Jaime
  3. Sierra de Bernia
- 1997: Music for a Solemnity A tribute to John Williams
- 1998: Victory
- 2000: Bandtime Starter
- 2000: Beethoven Forever
- 2000: Cyclist in Moscow
- 2001: A Chinese Man in Paris
- 2001: The Music Factory
- 2001: The Syncopated Band Parade
- 2001: March of the Animals
- 2003: Prevision
- 2005: Earthquake
- 2006: Hispaniola
- 2007: Bläserklasse Live
- 2007: Camel Ride
- 2007: Klasse(n) Musikanten
- 2008: Christmas Joy
- 2008: Cityscapes
- 2008: Emerald Jubilee
- 2008: Susato Variations
- 2008: Sweet Sunset
- 2008: Te Deum
- 2009: Consolation
- 2009: Flashback
- 2009: Meine erste Weihnachtskonzert
- 2009: Triumphal Winds
- 2009: Zodiac
- 2010: Geuzen Medal Fanfare
- 2010: Liberty
- 2010: Le Lion de Belfort
- 2010: Pierius Magnus
- 2011: Musica Helvetica
- 2011: Springsong
- 2012: Bläserklasse Globus
- 2012: Klezmeriana
- 2012: Song of David
- 2014: Homage
- 2014: The Torch of Liberty
- 2016: Belvedere
- 2016: Galea et Bellum
- 2016: Purcellian Fantasia (Based on the March from Henry Purcell's "Funeral Music of Queen Mary II")
- 2018: Tribute to a Maestro (Variations on a theme by Jean-Philippe Rameau)
- 2018: Centenary 2019
  1. Awakening Village
  2. Bintje Monument
  3. Journey into the Unknown
- 2019: Center of the Universe
  1. Reconstruction
  2. Pastorale
  3. Excelsior
- 2019: The Temple Musician
- 2019: The Secret of Mercury
- 2019: Duoloque (Flugelhorn and Tenorhorn solo & band)
- 2019: The Baltic Way
  1. Struggle for Independence
  2. Decades of Suffering
  3. Chain of Freedom
- 2020: A touch of Klez! (Flute or Alto saxophone solo & band)
- 2020: Hermitage (Concertante Variations on an original theme after Peter Ilyich Tchaikovsky)
- 2021: Bommen Berend (Theatraal concertwerk ter gelegenheid van de bezetting en herovering van Coevorden en het beleg van Groningen in het rampjaar 1672)
- 2021: Bommen Berend (Highlights)
- 2021: Color Concordia (Fantasy Concertante on “C(on)C(or)D(i)A”
- 2022: Fostedina (De Sage van de Gouden Kap)
  1. Sint Willebrord
  2. Helgoland
  3. De ontheiliging
  4. De voorgeleiding
  5. Het marktplein
  6. De gouden Kap
- 2023: Love Poems (For Bass/Baritone (voice) and Symphonic Band)
  1. How Do I Love Thee?
  2. She walks in beauty.
  3. Married Love.

### Werken voor fanfareorkest
- 1972: Apollo March
- 1978: Chorale Varié
- 1979: Meditation
- 1981: Christmas Fantasy (met koor SATB ad lib.)
- 1981: Fryske Variaties
- 1983: Five Intradas
- 1983: Partita over een thema van Johann Christian Bach
- 1983: Prelude for Passiontide
- 1984: Canticum
- 1985: Pastorale
- 1985: Psaltrada
- 1985: Sequensen
- 1985: Suite over Valeriusliederen
- 1985: Fragmenten
- 1986: A Christmas Suite
- 1986: Contrasten
- 1990: Song of Freedom
- 1993: A Discovery Fantasy
  1. Introduction
  2. Bolero
  3. Rondeau
  4. Intermezzo
  5. Finale
- 1993: Inspiration
- 1993: Intermezzo
- 1994: Harmony Festival
- 1995: Banja Luka
- 1995: Overture to new Age
- 1996: A Sunrise Impression
- 1996: Spanish Tritych
  1. Peñon de Ifach
  2. San Jaime
  3. Sierra de Bernia
- 1997: Music for a Solemnity A tribute to John Williams
- 1997: The Land of Wind and Water
- 1998: Victory
- 2000: Bandtime Starter
- 2003: Prevision
- 2005: Earthquake
- 2006: Hispaniola
- 2007: Camel Ride
- 2008: Christmas Joy
- 2008: Cityscapes
- 2008: Emerald Jubilee
- 2008: Susato Variations
- 2008: Sweet Sunset
- 2009: Consolation
- 2009: Flashback
- 2009: Zodiac
- 2010: Geuzen Medal Fanfare
- 2010: Pierius Magnus
- 2011: Musica Helvetica
- 2011: Spectrum of the Sky
- 2011: Springsong
- 2012: De Ruigewaard
- 2012: Klezmeriana
- 2012: Song of David
- 2014: Homage
- 2014: The Torch of Liberty
- 2015: Collage voor fanfareorkest
- 2016: Belvedere
- 2016: Galea et Bellum
- 2016: Purcellian Fantasia (Based on the March from Henry Purcell's "Funeral Music of Queen Mary II")
- 2018: Centenary 2019
  1. Awakening Village
  2. Bintje Monument
  3. Journey into the Unknown
- 2019: Center of the Universe
  1. Reconstruction
  2. Pastorale
  3. Excelsior
- 2019: Van Toeten & Blazen (Een introductie van het Fanfareorkest)
- 2019: The Temple Musician
- 2019: Overture for ZINN
- 2019: Paradise Cave (Symphonic Poem for Fanfare Orchestra)
- 2020: A touch of Klez! (Alto saxophone solo & band)
- 2020: Pale Blue Dot
- 2020: Hermitage (Concertante Variations on an original theme after Peter Ilyich Tchaikovsky)
- 2020: Dialoque (Paraphrase on Psalm 98 and The Earle of Oxford's Marche)
- 2021: Bommen Berend (Highlights)
- 2021: Color Concordia (Fantasy Concertante on “C(on)C(or)D(i)A”
- 2022: De Tijd (Zeven tijdschetsen gebaseerd op de hymne “Blaenwern”)
  1. Verleden tijd
  2. Tijdstip 1923
  3. Kerktijd
  4. Molen "De Tijd"
  5. Tijd en vlijt
  6. Onbezorgde tijd
  7. Ongewisse tijd
- 2022: Fostedina (De Sage van de Gouden Kap)
  1. Sint Willebrord
  2. Helgoland
  3. De ontheiliging
  4. De voorgeleiding
  5. Het marktplein
  6. De gouden Kap
- 2023: Glory Song
- 2023: Ad Sanctum Bernardum
  1. De Sint Bernardusabdij
  2. De gouden stoel
  3. De Kloostertuin
  4. Staatse troepen
  5. Wederopbouw
- 2023: Lacus Flevo (Van Zee en Wolde)
- 2023: Pioneers of the Past
- 2023: Living Heritage (The link between present, past and future)

### Werken voor brassband
- 1972: Apollo March
- 1978: Chorale Varié
- 1979: Meditation
- 1981: Christmas Fantasy
- 1981: Fryske Variaties
- 1983: Five Intradas
- 1983: Partita
- 1983: Prelude for Passiontide
- 1984: Canticum
- 1985: Pastorale
- 1985: Psaltrada
- 1985: Suite over Valeriusliederen
- 1986: A Christmas Suite
- 1986: Contrasten
- 1987: Oxford Intrada
- 1990: Song of Freedom
- 1990: Variations on a Chord
- 1993: Inspiration
- 1994: Harmony Festival
- 1996: A Sunrise Impression
- 2003: Prevision
- 2005: Earthquake
- 2006: Hispaniola
- 2007: Camel Ride
- 2008: Christmas Joy
- 2008: Cityscapes
- 2008: Emerald Jubilee
- 2008: Susato Variations
- 2008: Sweet Sunset
- 2009: Consolation
- 2009: Flashback
- 2009: Triumphal Brass
- 2010: Alhambra
- 2011: Musica Helvetica
- 2011: Spring Song
- 2012: Introduction and Variations on Dies Irae
- 2013: Metamorphosis
- 2014: Chorale Variations
- 2014: Terra Incognita
- 2016: Apollo Overture
- 2016: Belvedere
- 2016: Purcellian Fantasia (Based on the March from Henry Purcell's "Funeral Music of Queen Mary II")
- 2018: The Patriots (Symphonic Fantasia)
- 2019: The Baltic Way
  1. Struggle for Independence
  2. Decades of Suffering
  3. Chain of Freedom
- 2019: Duoloque (Flugelhorn and Tenorhorn solo & brass band)
- 2019: Redbad (A Symphonic Portrait)
- 2020: Hermitage (Concertante Variations on an original theme after Peter Ilyich Tchaikovsky)
- 2020: Sint Pitersdei
- 2020: In loving Memory
- 2020: Pale Blue Dot
- 2022: Wigerathorp (Based on the hymn “Jerusalem” by Sir Hubert Parry)
  1. Gerke's Overture
  2. The Monks of Claercamp
  3. Monastery Jerusalem